# 이반젤리컬 쿼털리
이반젤리컬 쿼털리(Evangelical Quarterly)는 신학과 성경 연구를 다루는 학술지이다. 도널드 맥클레인 및 J.R. 맥케이에 의해서 1929년에 만들어졌다. 현재 편집자는 존 윌크스와  하워드 마샬(I. Howard Marshall) 과 라차드 스노디(Richard Snoddy)이다.